# أنطونيو غامونيدا
أنطونيو جامونيدا  (بالإسبانية: Antonio Gamoneda) (بالإسبانية: أنطونيو غامونيدا) شاعر إسباني ولد في أوفييدو، 30 مايو 1931. وينتمي غامونيدا إلى ما يسمى بجيل الخمسينات - أطفال الحرب - ،وقد حصل على العديد من الجوائز، من أهمها جائزة ثيربانتس عام 2006. وقد انتقل جامونيدا إلى مدينة ليون في الثالثة من عمره، حيث المدينة التي أثرث بشكل ملحوظ على مسيرته الشعرية.

## السيرة الذاتية

### النشأة

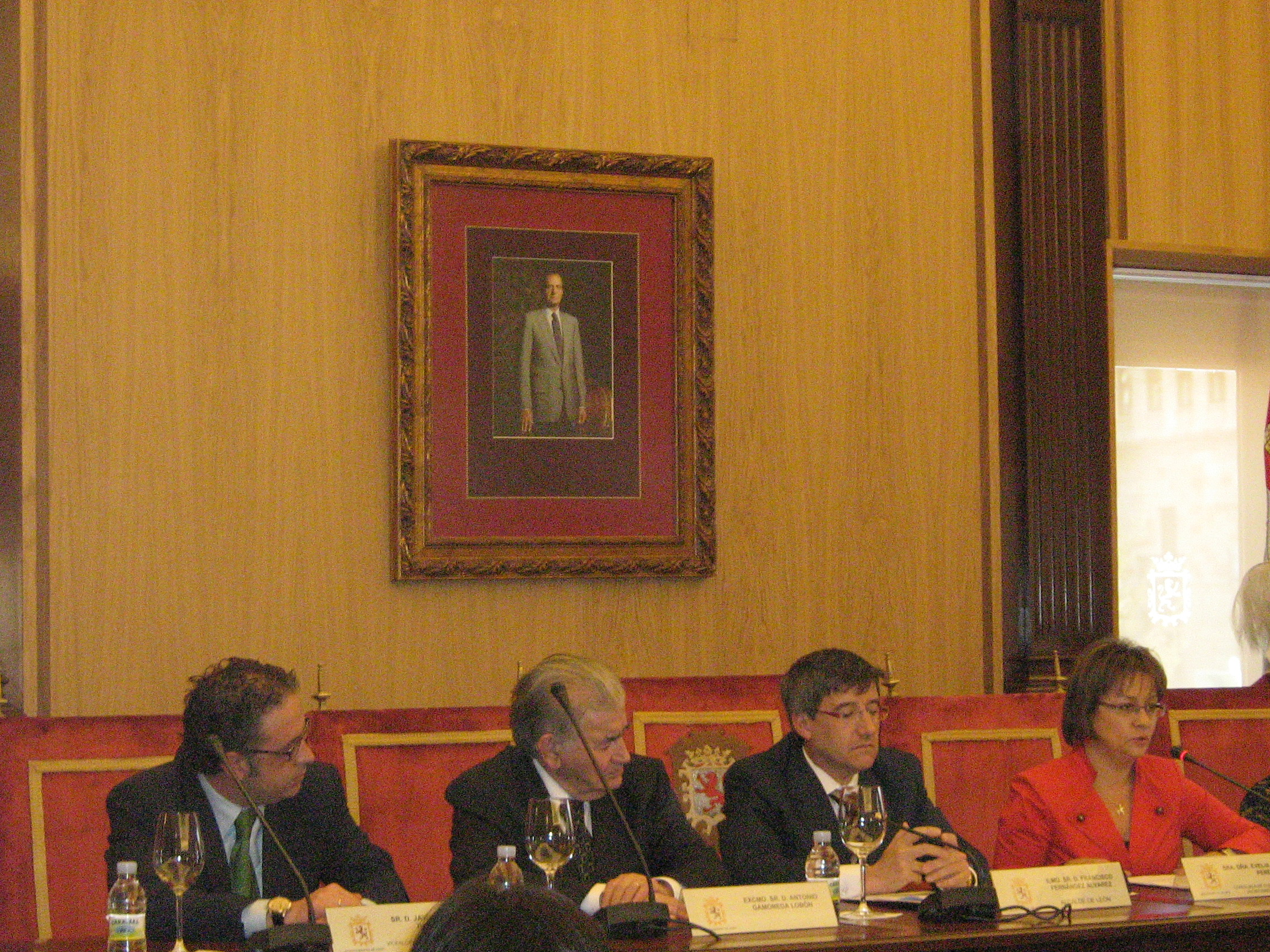
أنطونيو جامونيدا في مجلس مدينة ليون في نوفمبر 2007

أنطونيو جامونيدا هو ابن الشاعر الإسباني أنطونيو الذي كان ينتمي إلى تيار الحداثة والذي قام بنشر عمله الوحيد حياة أخرى أرقى عام 1919. وفي الثالثة من عمره انتقل مع والدته أميليا لوبون إلي ليون بعد وفاة والده عام 1934، وكانت والدته بمثابة درع الأمان له ضد حالة الرعب وحياة البؤس أثناء الحرب الأهلية الإسبانية وفترة ما بعد الحرب. وقد تعلم غامونيدا القراءة في سن الخامسة بفضل قراءته لكتاب والده، وذلك بعد إغلاق المدارس أبوابها عام 1936.

## جوائز
- الجائزة الوطنية للشعر، جامونيدا (1988)
- جائزة قشتالة وليون للآداب (1985)
- جائزة ثيربانتس (2006)
- جائزة الملكة صوفيا للشعر الإيبروأمريكي (2006)
- 2012 : جائزة الأركانة العالمية[6]

## أعماله الأدبية
- مورتال (العاطفة والنور لخوان بارخولا) (1936)
- الأرض والشفاه (1947-1953)
- انتفاضة جامدة (1953-1959)
- وصف الكذب النسخة الأولى (1977)، النسخة الثانية (1986)، النسخة الثالثة (2003)، النسخة الرابعة (2003)
- بلوز قشتالي (1961-1966) النسخة الأولى (1982)، النسخة الثانية (1999)، النسخة الثالثة (2007)
- الدمية والقدر (1980)
- شواهد القبور (1986)
- العمر (1947–1986)
- كتاب الصقيع (1992)
- حارس الثلج (1995)
- كتاب السموم (1995) عن الفساد والخرافة من الكتاب السادس لبيدسيو ديسكوريدس وأندريس دي لاجوناعن السموم القاتلة والحيوانات التي تلقى حتفها
- سيسيليا (2004)
- إعادة صياغة (2004)
- هذا الضوء (1947-2004)